# Séamus Twomey
Seamus Twomey (en irlandès Séamus Ó Tuama) (Belfast, 5 de novembre de 1919 - Dublín, 12 de setembre de 1989) va ser un activista polític republicà irlandès, militant i dues vegades cap d'estat major de l'⁣IRA Provisional.

## Biografia
Nascut a Belfast, al carrer Marchioness, Twomey vivia al carrer Sebastopol 6 al districte de Falls. Conegut com a "Thumper" a causa del seu temperament curt i l'hàbit de colpejar el puny a les taules, va rebre poca educació i va ser el "corredor" d'un corredor d'apostes. El pare de Seamus era voluntari als anys 1920. A Belfast va viure còmodament amb la seva dona, Rosie, amb qui es va casar el 1946. Junts van tenir fills i filles.

## IRA
Va començar la seva implicació amb l'⁣Exèrcit Republicà Irlandès als anys 30 i va ser internat a Irlanda del Nord durant els anys quaranta al vaixell presó Al Rawdah i més tard a la presó de Crumlin Road a Belfast. Rosie, la seva dona, també va ser empresonada a la presó de dones, la presó d'Armagh, a Irlanda del Nord. Es va oposar al canvi cap a tendències d'esquerra de Cathal Goulding a la dècada de 1960 i, el 1968, va ajudar a crear el club republicà d'Andersonstown (més tard Roddy McCorley Society).
El 1969, va ser destacat en l'establiment de l'⁣IRA Provisional. El 1972, era el comandant de la Brigada Provisional de l'IRA de Belfast quan va llançar la seva campanya de bombes a la ciutat, inclòs el Divendres Sagnant quan nou persones van morir. Durant la dècada de 1970, la direcció de la Brigada de Belfast de l'IRA estava en gran part en mans de Twomey i Ivor Bell.
El març de 1973, Twomey va ser nomenat per primera vegada cap d'estat major de l'IRA després de l'arrest de Joe Cahill. L'1 de setembre de 1973 va ser detingut per la Garda Síochána en una masia prop de Carrickmacross i va ser substituït després de la seva condemna en un judici d'octubre. Tres setmanes més tard, el 31 d'octubre de 1973, l'IRA va organitzar la fugida en helicòpter de Twomey i els seus companys de l'IRA JB O'Hagan i Kevin Mallon, quan una unitat de servei actiu va segrestar i va obligar el pilot a punta de pistola a aterrar l'⁣helicòpter al pati d'entrenament de la presó de Mountjoy. Després de la seva fugida, va tornar a ser membre del Consell de l'Exèrcit de l'IRA.
Al juny/juliol de 1974, Twomey era cap d'estat major de l'IRA per segona vegada. Va participar en les converses de Feakle entre l'IRA i els clergues protestants el desembre de 1974. A la treva de l'IRA que va seguir el 1975, Twomey va ser en gran part poc favorable i va voler lluitar en el que va veure com "una gran empenta per acabar-ho d'una vegada per totes".
L'informador de l'IRA Sean O'Callaghan afirma que el 5 de gener de 1976, Twomey i Brian Keenan van donar el vistiplau a la massacre sectària de Kingsmill, quan 10 treballadors protestants de l'Ulster desarmats van ser executats per l'IRA Provisional en represàlia per una sèrie d'assassinats lleialistes de catòlics a l'àrea. Era l'opinió de Keenan, afirma O'Callaghan, que "l'única manera d'eliminar la beneiteria dels Prods és ser 10 vegades més salvatge".
Twomey es va dedicar al paramilitarisme com a mitjà per incorporar Irlanda del Nord a la República d'Irlanda. En una entrevista a la televisió francesa l'11 de juliol de 1977, va declarar que tot i que l'IRA havia fet una campanya durant set anys en aquell moment, podria lluitar per 70 més contra l'estat britànic a Irlanda del Nord i a Anglaterra. Twomey va donar suport al bombardeig d'objectius civils rics, que va justificar en línies de classe. El 29 d'octubre de 1977, per exemple, una bomba sense avís en un restaurant italià de Mayfair va matar un comensal i va ferir 17 més. Tres persones més van morir en explosions similars a Chelsea i Mayfair el mes següent. Twomey va dir: "En colpejar els restaurants de Mayfair, estàvem colpejant el tipus de persona que podria pressionar el govern britànic".

## Captura
El desembre de 1977, va ser capturat a Sandycove, Dublín, per la Garda Síochána, que havia estat informat per la policia belga sobre un enviament d'armes ocult, per ser lliurat a una empresa falsa amb una adreça a la zona. Van entrar a una casa de Martello Terrace per descobrir Twomey fora al seu cotxe, amb les seves ulleres fosques. Després d'una persecució a gran velocitat, va ser recapturat al centre de Dublín. Més tard, Garda va trobar documents en el seu poder que descrivien propostes per a la reorganització estructural de l'IRA segons el sistema cel·lular. L'arrest de Twomey va posar fi al seu mandat com a cap de gabinet de l'IRA. En la divisió de l'abstencionisme de 1986, Twomey va esquivar la direcció de Gerry Adams i es va mantenir amb els Provisionals.

## Mort
Després d'una llarga malaltia per una malaltia cardíaca, Twomey va morir a Dublín el 1989. Va ser enterrat a la parcel·la familiar al cementiri de Milltown, Belfast. Al seu funeral hi van assistir unes 2.000 persones.

## Cites
- "La major part de la meva vida he estat educada en una tradició republicana. .. No obstant això, vaig créixer en una situació de degradació, atur i humiliació tals que la vida que vivia la nostra gent no era vida en absolut. Em vaig dir a mi mateix que quan sigui gran i em casaré desitjaré per als meus fills alguna cosa millor que això."[10]
- "El nostre primer objectiu principal i principal és la unificació del nostre país. Això significa treure els britànics de la part ocupada del país. Després d'això, s'hauria de canviar tot el sistema al nord i al sud"[11]
- "Fem una distinció entre el nacionalisme irlandès i el republicanisme. Un "nacionalista" com a tal pot treballar en benefici del seu país fent tot el que està al seu poder per promoure la indústria i ajudar la gent, etc. La nostra definició implica la tradició republicana militant. El nostre ús del terme "nacionalisme" significa, primer de tot, aconseguir la llibertat del nostre país i després començar a millorar el benestar de la gent".[12]
- "Llibertat no vol dir simplement la llibertat dels camps verds: vol dir que cada persona està atesa perquè cada família del país pugui viure lliure de la pobresa i l'atur".[12]